# Нижнее Алькеево
Ни́жнее Альке́ево (тат. Түбән Әлки) — село в Алькеевском районе Республики Татарстан. Административный центр Нижнеалькеевского сельского поселения. В 1930—1937 годах — административный центр района.

## География
Село расположено в Западном Закамье, в лесостепной зоне. Находится на реке Ата, в 13 км к юго-востоку от районного центра, села Базарные Матаки. Высота над уровнем моря — 87 м.

### Климат
Климат в селе умеренно-континентальный, Dfb по классификации Кёппена. Средняя температура воздуха — 5,1 °C, среднегодовое количество осадков — 657 мм.

## История
В «Списке населенных мест по сведениям 1859 года», изданном в 1866 году, населённый пункт упомянут как казённая деревня Нижнее Алькеево 2-го стана Спасского уезда Казанской губернии. Располагалась при речке Атасе, на коммерческом Самарском тракте, в 56 верстах от уездного города Спасска и в 14 верстах от становой квартиры в казённой деревне Базарные Матаки. В деревне в 112 дворах жили 636 человек (302 мужчины и 334 женщины). Была мечеть. Проводились базары по пятницам.
Село являлось административным центром Алькеевского района со дня его образования 10 августа 1930 года и до 1937 года (по другим данным — до 1933 года).

## Население
| 1782 | 1859 | 1897 | 1908 | 1920 | 1926 | 1938 | 1949 | 1958 | 1970 | 1979 | 1989 | 2002 | 2010 | 2015 |
| ---- | ---- | ---- | ---- | ---- | ---- | ---- | ---- | ---- | ---- | ---- | ---- | ---- | ---- | ---- |
| 83   | 593  | 907  | 1179 | 1200 | 970  | 795  | 870  | 696  | 1019 | 958  | 848  | 931  | 810  | 822  |

Национальный состав
Согласно результатам переписи 2002 года, в национальной структуре населения села татары составляли 98%.

## Экономика
В селе работают следующие предприятия:
- ООО «Яшь-Куч»
- ИП  Глава КФХ «Хамитов А.»
- ИП «Шайхутдинов А.А.»
- ИП «Шайхутдинов Д.А.»
- ООО «РемТехСервис»
- ООО «РемТрансСервис»
- КФХ «Хайруллин А.Р.»

## Инфраструктура
В селе 12 улиц. Через село проходят автобусные маршруты «Базарные Матаки — Борискино», «Базарные Матаки — Аппаково».
Рядом с селом проходят автодороги Алексеевское — Высокий Колок и Нижнее Алькеево — Верхнее Колчурино.

### Реестр улиц села
ул. Восстания, Газовая, Мира, Молодёжная, Мостовая, Нижняя, Победы, Советская, Тукая, Хуснутдинова, Шайхутдинова, Школьная.

### Комментарии
1. ↑  Расстояние измерено с помощью инструментария Яндекс.Карты
2. ↑  души мужского пола